# ソトイワシ科
ソトイワシ科（学名：Albulidae）は、ソトイワシ目に所属する魚類の分類群の一つ。ソトイワシ亜科・ギス亜科の2亜科で構成され、少なくとも2属5種が記載される。

## 分布・生態
ソトイワシ科の魚類は熱帯および亜熱帯の海に幅広く分布する。ソトイワシ亜科はサンゴ礁など浅い海で生活し、淡水・汽水域に進出することもある。一方のギス亜科は深海性で、海底付近を遊泳する底生魚である。
ソトイワシ亜科の仲間はしばしば沿岸近くで群れを形成し、引きが強いことから釣魚としての人気が高い。本科魚類はカライワシ上目の仲間に共通する特徴として、レプトケファルスと呼ばれる独特な仔魚期を経て成長する。

## 形態
ソトイワシ科の仲間はニシンやイワシに似た紡錘形の体をもち、体長は最大で1mに達する。側線の眼下管は前上顎骨の上にまで伸長し、現生の真骨類としてはまれな特徴となっている。
口は下向きで主に前上顎骨によって縁取られ、後端は眼より前方にある。腹鰭の鰭条は10-14本で、尾鰭は大きく二又に分かれ、下尾骨は6本。咽喉板は退化的で、もたない場合もある。

## 分類
カール・フォン・リンネによって最初の種である Albula vulpes が記載されて以来、計23種がソトイワシの仲間として分類されてきた。しかし、これらの「ソトイワシ類」は形態学的な区別がほとんどつかなかったことから、1980年代までにはすべて A. vulpes のシノニムとして単一種にまとめられるようになった。ところが近年のミトコンドリアDNAの配列に基づいた分子生物学的解析によって、ソトイワシ類には実際に複数種が含まれること、顎の構造のごく微細な違いによって鑑別し得ることが明らかとなった。
ソトイワシ科にはNelson（2006）の体系において2亜科2属5種が認められている。分類体系の構築はなお途上にあり、ギス亜科をギス科 Pterothrissidae として独立させたり、本科全体をソトイワシ目ではなくカライワシ目に含めたりする場合もある。本稿では、FishBaseに記載される3属13種についてリストする。

### ソトイワシ亜科

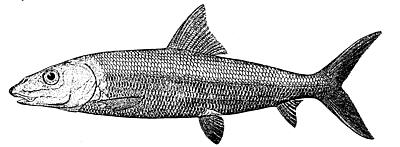
ソトイワシ属の1種 Albula vulpes （ソトイワシ亜科）。最大で全長1mを超えることもある、本科中の最大種

ソトイワシ亜科 Albulinae には1属11種が記載され、熱帯域の海に広く分布する。
背鰭の基底は短く、鰭条（すべて軟条）は16-21本。鰓条骨は10-16本、側線鱗は66-84枚、椎骨は69-80個。主上顎骨・基舌骨の歯を欠く。
- ソトイワシ属 Albula
  - ソトイワシ Albula argentea
  - マルクチソトイワシ[6] Albula glossodonta
  - Albula esuncula
  - Albula gilberti
  - Albula goreensis 
  - キスジソトイワシ[6] Albula koreana
  - ヒレナガソトイワシ Albula nemoptera
  - アラメソトイワシ[6] Albula oligolepis
  - Albula pacifica
  - Albula virgata
  - Albula vulpes

### ギス亜科

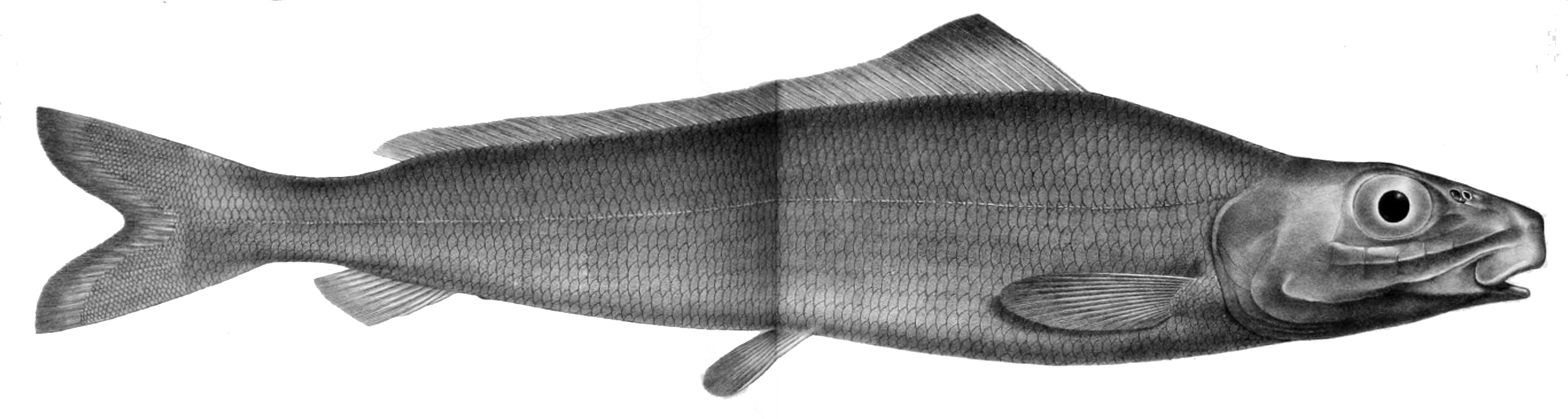
ギス Pterothrissus gissu （ギス亜科）。日本近海の深海底に広く分布する

ギス亜科 Pterothrissinae は2属2種からなり、ギニア湾あるいは日本近海から報告されている。いずれも水深数百メートルの海底に分布する深海魚で、底生性の無脊椎動物を捕食して生活するとみられている。
背鰭の基底は長く、軟条は55-65本とソトイワシ亜科と比較して多い。鰓条骨は6本、側線鱗は85-112枚、椎骨は約107個。主上顎骨に6-7本の小さな歯を備える。
- ギス属 Pterothrissus
  - ギス Pterothrissus gissu
- Nemoossis 属
  - Nemoossis belloci